# Smírčí kříž v Bečově nad Teplou
Smírčí kříž se nachází u hájovny Tepelská čp. 409 v Bečově nad Teplou v okrese Karlovy Vary. V roce 1994 byl Ministerstvem kultury České republiky prohlášen za kulturní památku ČR.

## Historie
Smírčí kříž byl nalezen hajným z Bečova nad Teplou kolem roku 1962 severně od obce Útvina u bývalé cesty k Šibeničnímu vrchu (německy Galgenberg) neboli Nad Ovčínem (660 m n. m.) s bývalým židovským hřbitovem. Hajný jej přenesl k hájovně (čp. 409 u silnice na Chodov) k dalším kamenným artefaktům sesbíraných v okolí a umístil k příjezdové cestě k hájovně. Kámen není datován. V roce 1994 byl Ministerstvem kultury ČR prohlášen za kulturní památku ČR.
Soukromé lapidárium je na požádání přístupné.

## Popis
Smírčí kříž je žulový monolit ve tvaru nesymetrického latinského kříže obroušeného erozí. Konce břeven jsou nepravidelně zaobleny. Kříž nemá žádná zobrazení nebo texty. Výška kříže je 1,06–1,13 m, délka příčného břevna je 0,65–0,68 m, z toho ramena jsou dlouhá 0,3 m, hlava kříže je vysoká 0,28 m, tloušťka kříže je 0,24–0,26 m. Smírčí kříž představuje drobnou středověkou památku, která je řazena mezi kamenné kříže lidového výtvarného pojetí.